# دونالد كيو. كانون
دونالد كيو. كانون (بالإنجليزية: Donald Q. Cannon)‏ هو قسيس أمريكي، ولد في 1936.